# Troy (Indiana)
Troy é uma cidade  localizada no estado americano de Indiana, no Condado de Perry.

## Demografia
Segundo o censo americano de 2000, a sua população era de 392 habitantes.
Em 2006, foi estimada uma população de 387, um decréscimo de 5 (-1.3%).

## Geografia
De acordo com o United States Census Bureau tem uma área de
0,8 km², dos quais 0,8 km² cobertos por terra e 0,0 km² cobertos por água.

## Localidades na vizinhança
O diagrama seguinte representa as localidades num raio de 20 km ao redor de Troy.